# Sylvie Rohrer
Pour les articles homonymes, voir Rohrer.
Sylvie Rohrer, née le 14 mars 1968 à Berne (Suisse), est une actrice suisse.

## Biographie
Sylvie Rohrer est diplômée de l'Académie d'art dramatique de Zurich en 1991 et passe les deux années suivantes à se produire en tant qu'invitée à Wilhelmshaven et au Schauspielhaus de Zurich avant d'être engagée au théâtre de Dortmund. En 1995, elle est venue au Thalia Theater de Hambourg. Elle est membre de l'ensemble du Burgtheater de Vienne depuis 1999. Entre 2001 et 2013, elle est invitée par Claus Peymann à se produire au Berliner Ensemble dans des pièces de Shakespeare, Botho Strauss, Handke , etc. Des contrats d'invité l'ont amenée au Festival de Salzbourg (King Arthur, Phädra) et au Schauspielhaus de Zurich.

## Filmographie partielle

### Au cinéma
- 2005 : Undercover : Sibylle Ruf
- 2009 : Domaine : Barbara
- 2010 : Trois (Drei) : Junger Poet (comme Sylvie Rohrer)
- 2013 : Le Cinquième Pouvoir (The Fifth Estate) : assistante de Zilke
- 2018 : Midnight Runner (Der Läufer) de Hannes Baumgartner : Barbara

## Distinctions
- 2007 : Prix Nestroy de la meilleure actrice pour Medea. Ein Projekt von Grzegorz Jarzyna (Medea) et Über Tiere (monologe)